# Герреро Рамирес, Рафаэль
Рафаэ́ль Герре́ро Рами́рес (исп. Rafael Guerrero Ramírez; род. 13 января 2003, Тихуана, Нижняя Калифорния) — мексиканский футболист, защитник клуба УАНЛ Тигрес.

## Клубная карьера
Герреро — воспитанник клубов «Тихуана» и «Крус Асуль». 25 февраля 2022 года в поединке Кубка чемпионов КОНКАКАФ против канадского «Фоджа» Рафаэль дебютировал за основной состав последних. 10 июля в матче против «Пачуки» он дебютировал в мексиканской Примере. Летом 2024 года Герреро перешёл в УАНЛ Тигрес.